# Землеройкообразный длинноязыкий вампир
Землеройкообразный длинноязыкий вампир, или длинноязыкий листонос, или землеройковидный листонос (Glossophaga soricina) — вид летучих мышей из Центральной и Южной Америки. У этого вида самый быстрый метаболизм, когда-либо зарегистрированный у млекопитающих, подобный таковому у колибри. Хотя вампир использует 50 % своих запасов жира в течение дня, более 80 % энергии поступает непосредственно из простого сахара (этот вид питается нектаром), не будучи сохранённой ни в какой форме.
Землеройкообразный длинноязыкий вампир использует тактику «двух касаний» при приземлении на горизонтальные поверхности вниз головой: подлетая к поверхности, в самый последний момент отклоняется вправо или влево, а затем хватается за поверхность только пальцами задних конечностей.